# Naturlig reservoar
En naturlig reservoar eller nidus (det latinska ordet för substantivet bo) är en värdorganism som under lång tid bär en patogen till en infektionssjukdom.
Värdorganismen drabbas ofta inte av sjukdomen, eller också yttrar den sig som en subklinisk infektion som är asymtomatisk och icke-dödande. Vetskapen om en patogens naturliga reservoar kan ge mer kunskap om en sjukdoms livscykel, vilket i sin tur ger möjlighet till förebyggande åtgärder och kontroll.

## Exempel
Exempel på naturliga reservoarer är:
- Skogsmus, för hantavirus och lassafeber.
- Murmeldjur, svartråttor, präriehundar, jordekorrar och ekorrar för böldpest.
- Bältdjur och pungråttor för Chagas sjukdom och flera varianter av Nya Världens Leishmania.
- Vattensnäckor för snäckfeber och badklåda.
- Grisar för bandmaskinfektioner.
- Tvättbjörnar, skunkar, rävar och fladdermöss för rabies.
- Skaldjur för kolera.
- Galloanserae (ankor och gäss) för fågelinfluensa.
- Fladdermöss för rabies, ebolafeber och coronavirus såsom SARS
- Hundar och hunddjur för Kala-azar.
- Stickmyggor för malaria, västnilfeber, gula febern och denguefeber.

## Virus utan reservoar bland djur
Vissa virus har ingen icke-mänsklig reservoar där polio och smittkoppor är framträdande exempel. Avsaknaden av en icke-mänsklig reservoar gör dessa virus lättare att bekämpa.

## Ebola

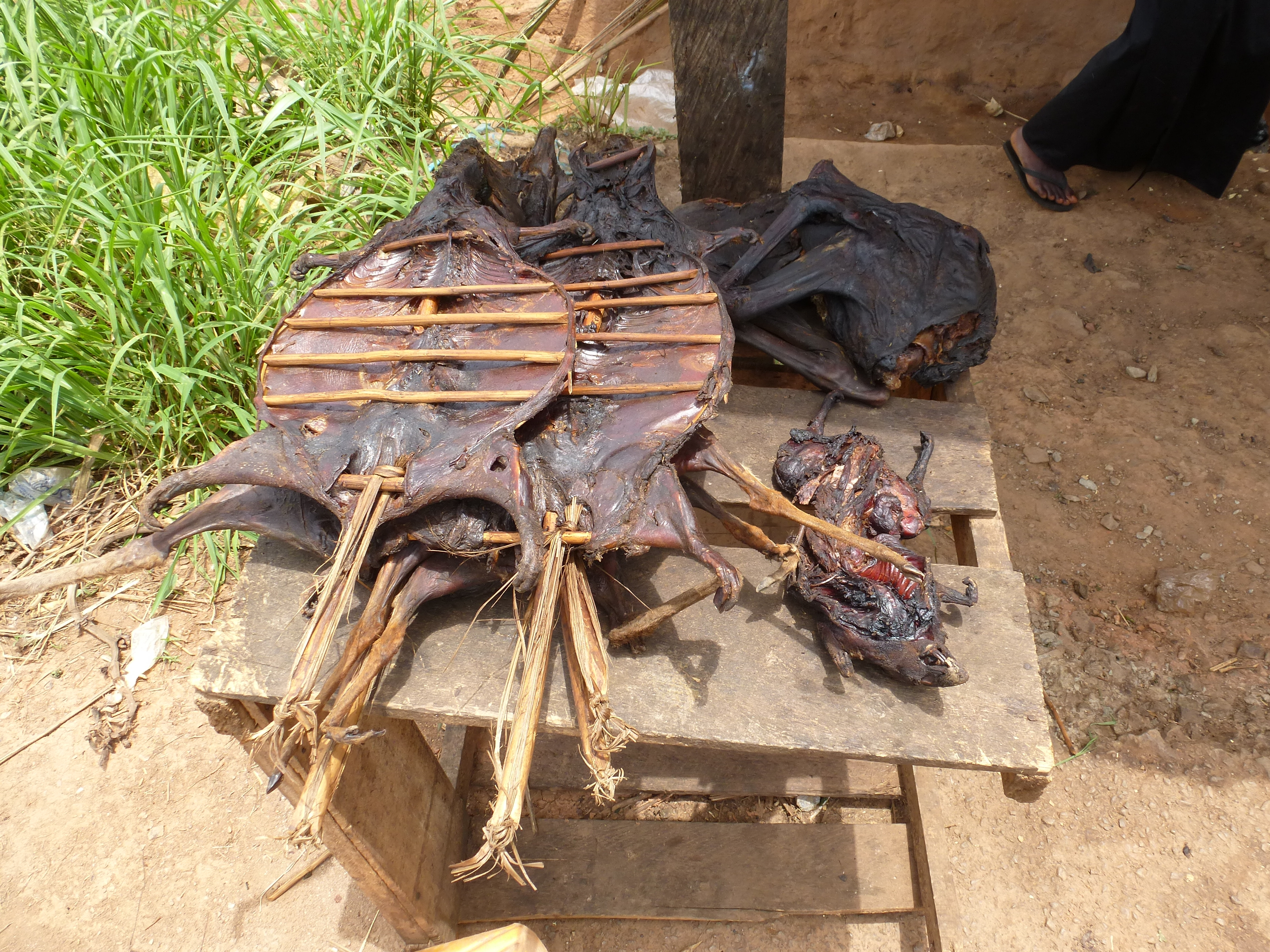
Bushmeat förbereds för tillagning i Ghana, 2013. Konsumtionen av Bushmeat i Västafrika har kopplats till att sjukdomar, till exempel ebolaviruset, överförs till människor.

För vissa sjukdomar är den naturliga reservoaren okänd. Detta är fallet med Ebolafeber.
I en studie gjord mellan 1976 och 1998, med prov från 30 000 däggdjur, fåglar, reptiler, groddjur och leddjur i utbrottsområden, hittades inga ebolavirus förutom vissa genetiska spår som fanns i sex gnagare (Mus setulosus och afrikanska mjukpälsråttor) och en näbbmus (Sylvisorex ollula) som samlats in i Centralafrikanska republiken. Spår av ebolavirus upptäcktes i slaktkroppar från gorillor och schimpanser under utbrotten 2001 och 2003. Dessa blev senare en källa till infektioner hos människor, men eftersom dessa arter har en hög dödlighet i infektionen är de osannolika som naturliga reservoarer.
I en annan studie vid ett senare utbrott fann man att 31,8% av hundarna närmast ett utbrott var bärare av en antigen som indikerar en tidigare aktiv virusmängd. Det är oklart om hundar förde viruset vidare till människor, eller om båda var infekterade av en tredje art.
Växter, leddjur och fåglar har också ansetts som möjliga reservoarer; men den mest sannolika kandidaten är fladdermöss. Man vet att fladdermöss fanns i bomullsfabriken där personerna som var indexfall vid ebolautbrotten 1976 och 1979 var anställda. Fladdermöss fanns också med i bilden vid Marburgvirusinfektionerna 1975 och 1980. Av 24 växtarter och 19 ryggradsdjur som experimentellt ympades med ebolavirus, blev bara fladdermöss smittade.
Frånvaron av kliniska tecken i dessa fladdermöss är karakteristiska för en art som fungerar som reservoar. I en undersökning 2002-2003 av 1030 djur inklusive 679 fladdermöss från Gabon och Republiken Kongo har 13 flyghundar visat sig innehålla ebolavirusets RNA-fragment. 2005 hade tre typer av flyghundar (Hypsignathus monstrosus, Epomops franqueti och Myonycteris torquata)  identifierats som bärare av ebolavirus. Dessa arter misstänks vara ebolavirusets reservoarvärdar.
Förekomsten av integrerade gener av filovirus i vissa genomen hos smågnagare, insektsätande fladdermöss, näbbmöss och pungdjur indikerar en historia av infektion med filovirus i dessa grupper också. Det har dock framhållits att ebolavirus ännu inte har isolerats från något icke-humant djur.
Fladdermöss äter frukt men tappar ofta en del av frukten som då innehåller saliv från fladdermusen. Landlevande däggdjur som gorillor och dykarantiloper livnär sig sedan på dessa fallna frukter och kan då eventuellt smittas av ebolavirus från fladdermussaliv, men ytterligare forskning krävs för att fastställa smittvägarna. Överföring mellan naturliga reservoarer och människor är sällsynta, och utbrotten kan oftast spåras till ett enda indexfall då en person har hanterat kadavret av gorilla, schimpans, eller dykarantilop. Viruset sprids sedan från person till person, särskilt inom familjer, på sjukhus, och under vissa begravningsritualer där deltagarna kommer i kontakt med den dödes kropp.